# Kanton Saint-Gengoux-le-National
Saint-Gengoux-le-National is een voormalig kanton van het departement Saône-et-Loire in Frankrijk. Het kanton maakte deel uit van het arrondissement Mâcon. Het werd opgeheven bij decreet van 18 februari 2014, met uitwerking op 22 maart 2015. Alle gemeenten werden toegevoegd aan het kanton Cluny.

## Gemeenten
Het kanton Saint-Gengoux-le-National omvatte de volgende gemeenten:
- Ameugny
- Bissy-sous-Uxelles
- Bonnay
- Burnand
- Burzy
- Chapaize
- Chissey-lès-Mâcon
- Cormatin
- Cortevaix
- Curtil-sous-Burnand
- Malay
- Passy
- Sailly
- Saint-Gengoux-le-National (hoofdplaats)
- Saint-Huruge
- Saint-Ythaire
- Savigny-sur-Grosne
- Sigy-le-Châtel
- Taizé